# Municipio de Algansee
El municipio de Algansee (en inglés: Algansee Township) es un municipio ubicado en el condado de Branch en el estado estadounidense de Míchigan. En el año 2010 tenía una población de 1974 habitantes y una densidad poblacional de 21,12 personas por km².

## Geografía
El municipio de Algansee se encuentra ubicado en las coordenadas 41°50′54″N 84°52′37″O / 41.84833, -84.87694. Según la Oficina del Censo de los Estados Unidos, el municipio tiene una superficie total de 93.47 km², de la cual 92,02 km² corresponden a tierra firme y (1,55 %) 1,45 km² es agua.

## Demografía
Según el censo de 2010, había 1974 personas residiendo en el municipio de Algansee. La densidad de población era de 21,12 hab./km². De los 1974 habitantes, el municipio de Algansee estaba compuesto por el 98,13 % blancos, el 0,46 % eran afroamericanos, el 0,1 % eran amerindios, el 0,35 % eran de otras razas y el 0,96 % eran de una mezcla de razas. Del total de la población el 1,01 % eran hispanos o latinos de cualquier raza.